# Shampoo (filme)
Shampoo (br / pt: Shampoo) é uma comédia cinematográfica estadunidense de 1975, dirigida por Hal Ashby e estrelada por Warren Beatty, Julie Christie e Goldie Hawn.

## Sinopse
Um cabeleireiro mulherengo e sedutor de Beverly Hills se envolve facilmente com várias mulheres pois, em virtude da sua profissão, muitos homens o consideram homossexual. Ele tenta convencer um rico empresário que está tendo um caso com uma de suas amantes a lhe fornecer capital para montar um salão de beleza. Ao mesmo tempo, ele é pressionado pela noiva para se casar o mais rápido possível, o que pode prejudicar seus planos.

## Elenco
- Warren Beatty .... George Roundy
- Julie Christie .... Jackie Shawn
- Goldie Hawn .... Jill
- Lee Grant .... Felicia
- Jack Warden .... Lester
- Tony Bill .... Johnny Pope
- George Furth .... Sr. Pettis
- Jay Robinson .... Norman
- Ann Weldon ....  Mary
- Luana Anders ....  Devra
- Randy Scheer ....  Dennis
- Susanna Moore ....  Gloria
- Carrie Fisher ....  Lorna
- Mike Olton ....  Ricci

## Principais prêmios e indicações
Oscar 1976 (EUA)
- Venceu na categoria de melhor atriz coadjuvante (Lee Grant).
- Recebeu mais três indicações, nas categorias de melhor ator coadjuvante (Jack Warden), melhor roteiro original e melhor direção de arte.

BAFTA 1976 (Reino Unido)
- Indicado na categoria de melhor ator coadjuvante (Jack Warden).

Globo de Ouro 1976 (EUA)
- Indicado nas categorias de melhor filme - comédia/musical, melhor ator de cinema - comédia/musical (Warren Beatty), melhor atriz de cinema - comédia/musical (Julie Christie), melhor atriz de cinema - comédia/musical (Goldie Hawn) e melhor atriz coadjuvante de cinema (Lee Grant).

Prêmio NSFC (National Society of Film Critics Awards) 1975 (EUA)
- Venceu na categoria de melhor roteiro.

## Fatos
- O filme marcou a estréia da atriz Carrie Fisher no cinema.
- Robert Towne reescreveu o roteiro de Shampoo diversas vezes, durante o período de oito anos que o filme demorou até as filmagens serem iniciadas.
- O personagem principal foi baseado no famoso cabeleireiro Jay Sebring, assassinado pela Família Manson junto com a atriz Sharon Tate em 1969. [1]
- Julie Christie, uma feminista convicta, não gostou do papel de Jackie, mas o aceitou por causa de Warren Beatty, que era seu namorado na época.